# Selección de rugby de Honduras
La selección de rugby de Honduras  es el equipo representativo del país en competiciones oficiales.

## Historia
Su primer partido oficial lo disputó el año 2015 enfrentando a Guatemala, perdiendo 25 a 7.
Su primer campeonato oficial fue el Sudamericano de Rugby C 2018, terminando en último puesto luego de perder ajustadamente frente a El Salvador y Panamá.

## Participación en copas

### Copa del Mundo
- no ha clasificado

### Sudamericano C
- Sudamericano C 2018: 3º puesto (último)

### Tours
- Tour de Guatemala 2015: perdió (0 - 1)[2]

## Estadísticas
| Adversario  | Jugados | Ganados | Perdidos | Empatados | % Efectividad |
| ----------- | ------- | ------- | -------- | --------- | ------------- |
| El Salvador | 1       | 0       | 1        | 0         | 0.0%          |
| Guatemala   | 1       | 0       | 1        | 0         | 0,0%          |
| Panamá      | 1       | 0       | 1        | 0         | 0.0%          |
| Total       | 3       | 0       | 3        | 0         | 0.0%          |

* Último test match considerado vs El Salvador (24 - 27), Agosto de 2018.